# Guillaume-François Debure
Ne doit pas être confondu avec Guillaume Debure.
Pour les articles homonymes, voir Debure.
 (septembre 2011).
Si vous disposez d'ouvrages ou d'articles de référence ou si vous connaissez des sites web de qualité traitant du thème abordé ici, merci de compléter l'article en donnant les références utiles à sa vérifiabilité et en les liant à la section « Notes et références ».
Guillaume-François Debure ou de Bure(s), né le 25 janvier 1732 à Paris et mort le 15 février 1782 à Paris, est un imprimeur-libraire.

## Biographie
Guillaume-François de Bure est le premier en date d'une dynastie connue de libraires et de bibliophiles. Il est reçu Libraire à Paris le 19 mai 1753, associé à Guillaume son cousin. Il publia : Bibliographie instructive ou Traité de la connaissance des livres rares et singuliers 1733-1768 , Muséum typographicum, seu collectio in qua omnes fere libri rarissimi...recensentur, 1755, tiré seulement à 12 exemplaires et publié sous le nom de G. F. Rebude, anagramme du sien, Bibliographie instructive, ou Traité de la connaissance des livres rares et singuliers, 1763-1768, in-8°, et plusieurs catalogues de bibliothèques.